# Jim Buccheri
James Francis Robert Buccheri, detto Jim (Brooklyn, 12 novembre 1968), è un ex giocatore di baseball statunitense naturalizzato italiano.

## Carriera

### Club
La sua carriera da professionista inizia nel 1988, quando esce dal Golden West College per approdare ai Southern Oregon A's a livello A-. Da qui è riuscito progressivamente a raggiungere categorie superiori, fino a raggiungere il Triplo-A nel 1992 con i Tacoma Tigers. Quella di Tacoma non fu l'unica parentesi in Triplo-A, poiché ci giocò anche con Ottawa Lynx, Mexico City Tigres, Durham Bulls e Norfolk Tides.
Nel 2002 l'approdo in Europa al Rimini Baseball, contribuendo a far vincere il decimo scudetto della storia al club romagnolo. Un secondo titolo fu vinto al termine della stagione 2006, sempre a Rimini, mentre nel 2008 è diventato campione d'Italia con il San Marino Baseball.
Nel 2010 Buccheri è stato di scena a Nettuno, due anni più tardi a Grosseto. A 44 anni è tornato a vestire i colori nero-arancio del Rimini Baseball.

### Nazionale
Dopo la partecipazione alle Olimpiadi 2004 di Atene, Buccheri ha rappresentato l'Italia fino al 2007, prendendo parte anche a due campionati europei e un World Baseball Classic.

## Palmarès
- Campionati italiani: 3

Rimini: 2002, 2006
San Marino: 2008
- Coppe Italia: 2

Rimini: 2002, 2013